# Callioplanidae
Callioplanidae är en familj av plattmaskar. Callioplanidae ingår i ordningen Polycladida, klassen virvelmaskar, fylumet plattmaskar och riket djur. Enligt Catalogue of Life omfattar familjen Callioplanidae 3 arter. 
Kladogram enligt Catalogue of Life:
| Callioplanidae | \| \| Monosolenia \| \| \| \| \| \| Pseudostylochus \| \| \| \| |
|                | \| \| Monosolenia \| \| \| \| \| \| Pseudostylochus \| \| \| \| |
|                | Cestoplanidae                                                   |
|                |                                                                 |
|                | Cryptocelidae                                                   |
|                |                                                                 |
|                | Emprosthoparnygidae                                             |
|                |                                                                 |
|                | Euryleptidae                                                    |
|                |                                                                 |
|                | Hoploplanidae                                                   |
|                |                                                                 |
|                | Latocestidae                                                    |
|                |                                                                 |
|                | Leptoplanidae                                                   |
|                |                                                                 |
|                | Pericelidae                                                     |
|                |                                                                 |
|                | Planoceridae                                                    |
|                |                                                                 |
|                | Plehniidae                                                      |
|                |                                                                 |
|                | Polyposthiidae                                                  |
|                |                                                                 |
|                | Prosthiostomidae                                                |
|                |                                                                 |
|                | Pseudoceritidae                                                 |
|                |                                                                 |
|                | Stylochidae                                                     |
|                |                                                                 |
|                | Monosolenia                                                     |
|                |                                                                 |
|                | Pseudostylochus                                                 |
|                |                                                                 |

|  | Monosolenia     |
|  |                 |
|  | Pseudostylochus |
|  |                 |